# Sorkonos szarolicy
Sorkonos szarolicy (Rhynchocyon udzungwensis) – gatunek ssaka z rodziny ryjkonosowatych odkryty w 2006 r. przez amerykańskich i włoskich uczonych w trudno dostępnych lasach gór Udzungwa (Tanzania). Występuje na niewielkim obszarze, zasiedla wilgotne lasy, najlepiej górskie, o obfitej ściółce, gdzie buduje gniazda. Wiedzie samotne życie, żywi się bezkręgowcami.

## Budowa
Heritage podaje następujące wymiary zwierzęcia. Długość ciała (bez ogona) 297–318 mm, długość ogona 239–262 mm (wedle kreatorów średnio w sumie 56,4 cm), długość ucha 31–37 mm, długość tylnej stopy 79–88 mm; masa ciała 658–750 g (wedle kreatorów średnio 710 g). Czyni go to największym przedstawicielem swego rzędu, o ciele 10–20% dłuższym od innych sorkonosów. Nie wykazano dymorfizmu płciowego wymiarów ciała.
Badania Kaufmana et al. z 2013 r. wskazują, że ryjkonosowe jako grupa ogólnie mają mózg większy niż inne ssaki podobnej wielkości i podobnej diety. Wielkość mózgu sorkonosa szarolicego mieści się w graniach allometrycznego trendu członków tej grup. U osobnika ważącego 710 g waży on 7,1 mg przy objętości 6,88 cm².
Charakterystyczny jest wygląd twarzy sorkonosa szarolicego. Jej górną i boczną część porastają włosy o czarnej podstawie, a czubku białym czy kremowym, co w efekcie daje wrażenie barwy szarej. Pysk prawie nie ma włosów, jest czarny, wydłużony, giętki, przypomina trąbę. W szczęce prawdopodobnie może występować (bądź nie) siekacz. Jej kieł jest duży, zwłaszcza u samców, u samic mniejszy. Nie występuje otwór podniebienny, w przeciwieństwie do wyrostka zaoczodołowego. Małżowiny uszne są nagie, barwy czarnej do ciemnego brązu.
| Wzór zębowy | Wzór zębowy | I   | C | P | M |
| ----------- | ----------- | --- | - | - | - |
| 34-36       | =           | 0-1 | 1 | 4 | 2 |
| 34-36       | =           | 3   | 1 | 4 | 2 |

Za nimi i na barkach rosną włosy barwy rudożółtej, przechodzące w rudą barwę grzbietu z jaśniejszym pomarańczoworudym bokiem ciała oraz jeszcze jaśniejszym brzuchem barwy kremowej czy bladożółtej. Na zadzie z kolei rosną włosy czarne, podobnie jak u sorkonosa czarno-rudego. Samica dysponuje dwiema parami sutków, jedną pośrednią i jedną tylną. Samiec nie ma żadnej. Gruczoł piersiowy nie występuje, natomiast gruczoł postanalny jest nie tylko obecny, ale i dobrze rozwinięty.
Skóra ogona jest grzbietowo czarna, poniżej zaś ciemnobrązowa, dystalnie biała na odcinku od 4 do 6 cm. Porastają ją krótkie włosy, barwy skóry, na której rosną. Ogon sorkonosa szarolicego osiąga cztery piąte długości ciała. Proksymalnie gruby, dystalnie zwęża się.
Kończyny przednie i tylne kończą się czterema palcami. Ręka nie ma kciuka, a stopa palucha. Ostatni z palców ręki jest krótki, a budują jego szkielet tylko dwa paliczki. Kończyny tylne sorkonosów są solidnie zbudowane.
Kariotyp nieznany. Jednak badania mtDNA wskazały na introgresję z szarolicego do R. cirnei reichardi oraz czarno-rdzawego do szarolicego.

## Systematyka
Gatunek po raz pierwszy zgodnie z zasadami nazewnictwa binominalnego opisali w 2008 roku dwaj zoolodzy – Amerykanin Galen Rathbun i Włoch Francesco Rovero. Jako miejsce typowe odłowu holotypu Rathbun i Rivero wskazali dolinę rzeki Vikongwa, w Ndundulu Forest, w West Kilombero Scarp Forest Reserve, w górach Udzungwa, w regionie Iringa, w Tanzanii (7°48.2690′S 36°30.3550′E) na wysokości 1350 m n.p.m. Holotyp to skóra, czaszka, tusza pozaczaszkowa w formalinie i próbki tkanek w alkoholu dorosłej samicy (sygnatura CAS MAM 28043) ze zbiorów California Academy of Sciences; okaz zebrany 18 marca 2006 roku amerykańskiego teriologa Galena Rathbuna. Wskazano również paratypy w postaci okazów obu płci. Epitet gatunkowy pochodzi od miejsca znalezienia okazów, gór Udzungwa Opisany został jako czwarty gatunek w rodzaju sorkonos (Rhynchocyon), po sorkonosie czarno-rudym, złotozadym i plamistym. Odrębność od sorkonosa szarolicego od tego ostatniego potwierdziły badania DNA. Przeprowadzono badania genetyczne z wykorzystaniem mtDNA i vWF. Geny jądrowe ujawniły odrębność gatunków, w przeciwieństwie do genów mitochondrialnych, w przypadku których u obu gatunków stwierdzono te same główne haplotypy. Lucinda Lawson et al. zwracają uwagę, że jest to częsty wynik w badaniach genetycznych, jak wykazano już wcześniej. W przypadku krzyżowania się blisko spokrewnionych gatunków introgresja często przebiega nierówno, znacznie silniej w przypadku genów mitochondrialnych. Także w przypadku sorkonosów wskazuje to na pewną ograniczoną introgresję z R. c. reichardi. Otrzymano następujący kladogram:
|  | \| \| Rhynchocyon cirnei \| \| \| \| \| \| Rhynchocyon udzungwensis \| \| \| \| |
|  |                                                                                 |
|  | Rhynchocyon cirnei                                                              |
|  |                                                                                 |
|  | Rhynchocyon udzungwensis                                                        |
|  |                                                                                 |

Już po sorkonosie szarolicym wyodrębniono piąty gatunek, Rhynchocyon stuhlmanni. W 2017 r. Carlen et al. przeprowadzili badania genetyczne, w wyniku których ponownie podnieśli status jednego z podgatunków sorkonosa plamistego do rangi osobnego gatunku. Zaprezentowali jednocześnie kladogram sorkonosów:
|  | Rhynchocyon petersi      |
|  |                          |
|  | Rhynchocyon udzungwensis |
|  |                          |

|  | Rhynchocyon cirnei reichardi                                                                                            |
|  | |
|  | \| \| Rhynchocyon cirnei macrurus \| \| \| \| \| \| Rhynchocyon cirnei shirensis, Rhynchocyon cirnei cirnei \| \| \| \| |
|  | |
|  | Rhynchocyon cirnei macrurus                                                                                             |
|  | |
|  | Rhynchocyon cirnei shirensis, Rhynchocyon cirnei cirnei                                                                 |
|  | |

|  | Rhynchocyon cirnei macrurus                             |
|  |                                                         |
|  | Rhynchocyon cirnei shirensis, Rhynchocyon cirnei cirnei |
|  |                                                         |

|  | Rhynchocyon cirnei reichardi                                                                                            |
|  | |
|  | \| \| Rhynchocyon cirnei macrurus \| \| \| \| \| \| Rhynchocyon cirnei shirensis, Rhynchocyon cirnei cirnei \| \| \| \| |
|  | |
|  | Rhynchocyon cirnei macrurus                                                                                             |
|  | |
|  | Rhynchocyon cirnei shirensis, Rhynchocyon cirnei cirnei                                                                 |
|  | |

|  | Rhynchocyon cirnei macrurus                             |
|  |                                                         |
|  | Rhynchocyon cirnei shirensis, Rhynchocyon cirnei cirnei |
|  |                                                         |

|  | Rhynchocyon petersi      |
|  |                          |
|  | Rhynchocyon udzungwensis |
|  |                          |

|  | Rhynchocyon cirnei reichardi                                                                                            |
|  | |
|  | \| \| Rhynchocyon cirnei macrurus \| \| \| \| \| \| Rhynchocyon cirnei shirensis, Rhynchocyon cirnei cirnei \| \| \| \| |
|  | |
|  | Rhynchocyon cirnei macrurus                                                                                             |
|  | |
|  | Rhynchocyon cirnei shirensis, Rhynchocyon cirnei cirnei                                                                 |
|  | |

|  | Rhynchocyon cirnei macrurus                             |
|  |                                                         |
|  | Rhynchocyon cirnei shirensis, Rhynchocyon cirnei cirnei |
|  |                                                         |

|  | Rhynchocyon cirnei reichardi                                                                                            |
|  | |
|  | \| \| Rhynchocyon cirnei macrurus \| \| \| \| \| \| Rhynchocyon cirnei shirensis, Rhynchocyon cirnei cirnei \| \| \| \| |
|  | |
|  | Rhynchocyon cirnei macrurus                                                                                             |
|  | |
|  | Rhynchocyon cirnei shirensis, Rhynchocyon cirnei cirnei                                                                 |
|  | |

|  | Rhynchocyon cirnei macrurus                             |
|  |                                                         |
|  | Rhynchocyon cirnei shirensis, Rhynchocyon cirnei cirnei |
|  |                                                         |

Gatunki te należą do monotypowej podrodziny Rhynchocyoninae, nieposiadającej polskiej nazwy. Wraz z drugą podrodziną Macroscelidinae zalicza się ona do rodziny Macroscelididae, ryjkonosowatych, zaliczanej w przeszłości do rzędu owadożernych, a obecnie do odrębnego rzędu Macroscelidea, ryjkonosowych.
Gatunek monotypowy

### Etymologia
- Rhynchocyon: gr. ῥύγχος rhunkhos „pysk”; κυων kuōn, κυνος kunos „pies”[12].
- udzungwensis: góry Udzungwa, Tanzania[1].

## Tryb życia
Sorkonos szarolicy wiedzie lądowy tryb życia, zamieszkując lasy. Aktywny jest wyłącznie za dnia. Żyje samotnie. U sorkonosów samiec i samica zajmować mogą wspólny obszar, ale spotykają się głównie w kontekście rozrodu, poza tym wiodąc samotny tryb życia. Tworzą sobie także osobne gniazda. Rovero et al. zbadali pięć takowych gniazd, założonych w ściółce na dnie lasu, w czterech przypadkach przy pniu drzewa. Sorkonosy wykopywały misę w ziemi, gdzie następni umieszczały liście, tworząc coś na kształt kopuły.

### Cykl życiowy
Nie ma badań opisujących cykl życiowy sorkonosa szarolicego. Uważa się, że nie odbiega on istotnie od bliskich gatunków, jak sorkonos czarno-rudy. U sorkonosów samiec i samica zajmują wspólny obszar. Po kopulacji samica zachodzi w ciążę trwającą nieco ponad 6 tygodni, występuje łożysko hemochorialne. Jedna z odłowionych przez kreatorów gatunku samic była w ciąży z jednym zarodkiem długości 33 mm w każdym z rogów macicy. Noworodek waży około 80 g. Matka nie poświęca mu dużo czasu, raczej pozostawia w gnieździe odwiedzanym głównie w celu karmienia. 11 dni po porodzie młode otwiera oczy, a w gnieździe spędza 2–3 tygodnie.
Introgresja z sorkonosa szarolicego do R. cirnei reichardi oraz czarno-rdzawego do szarolicego wskazuje na krzyżowanie się tych gatunków, przy czym objęty nią obszar jest niewielki i leży na wschodzie gór Udzungwa.

## Rozmieszczenie geograficzne
Sorkonos szarolicy występujące w górach Udzungwa w paśmie Eastern Arc Mountains w środkowej Tanzanii. Bytuje on na wysokości od 400–1000 do 2300 m nad poziomem morza. Zamieszkuje wyłącznie lasy Ndundulu-Luhomero i Mwanihana w Tanzanii, przedzielone bardziej suchym lasem na odcinku 25 km. Badania terenowe wskazują na nieprawdopodobieństwo, by występował również w innych okolicznych lasach. W 2013 r. Rovero et al. za pomocą kamer potwierdzili obecność gatunku na 30% więcej (90 km²) od poprzednio przypisywanego mu zasięgu. Całkowitą powierzchnię szacuje się na 390 km².

## Ekologia
Siedliskiem sorkonosa szarolicego są wilgotne górskie lasy. Wymaga on zwartego piętra koron drzew (znajduje się ono w lasach podgórskich na wysokości 25–50 m, w wysoko położonych górskich na wysokości 10–25 m, częstość spotykania osobników korelowała w badaniach ze stopniem zadaszenia piętrem koron) i obfitej ściółki, niekiedy z gęstą roślinnością dna lasu. Niemniej spotyka się go także w nizinnych lasach częściowo tracących liście bądź tracących liście, czego przykładem północny las Mwanihana. Możliwe jednak, że nie jest on optymalnym siedliskiem gatunku. IUCN wymienia także lasy wiecznie zielone, niekiedy z kępami bambusa, potem dodając jeszcze nieoptymalne dla gatunku lasy częściowo tracące liście.
Sorkonos szarolicy żywi się prawdopodobnie wyłącznie bezkręgowcami ze szczególnym uwzględnieniem stawonogów. Informacje te pochodzą jednak z wniosków z podobieństwa do innych sorkonosów.
Ryjkonosowe ewoluowały prawdopodobnie w środowisku pozbawionym istotnej konkurencji. Wykształciły zespół specyficznych adaptacji, obejmujący myrmekofagię, specyficzny chód, brak gniazd. Łączą dzięki temu cechy spotykane u giętkojęzykowych i antylop.

## Zagrożenia i ochrona
Nie wiadomo, ile osobników liczy gatunek. Rovero podawał w 2008 r. szacunki 15 000–24 000 zwierząt, przyjmując zagęszczenie 50–80 sorkonosów na km².
IUCN uznaje gatunek za narażony na wyginięcie. Heritage zwraca uwagę na zagrożenie pożarami, czy to wynikłymi z suszy, czy z działalności ludzkiej, w jego niewielkim zasięgu, liczącym 390 km². Do tego dochodzi wycinanie drzew przez człowieka, a w dłuższej perspektywie czasowej zmiany klimatu związane z globalnym ociepleniem. W latach 1970–2000 powierzchnia Ndundulu-Luhomero spadła o 2,71%, powierzchnia Mwanihany o 0,52%, natomiast powierzchnia lasu między nimi aż o 56%. Tam jednak sorkonosy szarolice nie występują. Nie ma dowodów, by miejscowa ludność polowała na sorkonosy szarolice, aczkolwiek lud Wahehe zamieszkujący te okolice poluje na sorkonosa plamistego. Nie wiadomo, jaki jest trend populacyjny. Podatność ograniczonego siedliska na zniszczenie może skutkować koniecznością zmiany statusu na zagrożony czy nawet krytycznie zagrożony. Jednakże obecnie nie ma takiej konieczności, a wedle niektórych badań niewielki zasięg nieco się nawet zwiększył. Cały zasięg występowania przypada na obszary chronione: Park Narodowy Udzungwa Mountains i rezerwat Kilombero.